# Lebensversicherungsmathematik
Die Lebensversicherungsmathematik ist ein Teilgebiet der Versicherungsmathematik. Vereinfacht gesprochen gibt es zwei Arten von Lebensversicherungen, die Versicherung auf den Todesfall (zum Schutz für die Hinterbliebenen) und die Versicherung auf den Erlebensfall (als Vorsorge für das Alter). Im Detail gibt es dann weitere Unterschiede z. B. zwischen Versicherung auf ein oder mehrere Leben (z. B. Ehe, Gruppen, …) sowie Lebensversicherungen unter einem Risiko oder unter mehreren Risiken (z. B. Invalidität, Tod, …). Im Folgenden wird exemplarisch eine Lebensversicherung auf ein unter einem Risiko stehendes Leben betrachtet.
Lebensversicherungsmathematik ist eine Kopplung von deterministischer Finanzmathematik (insbesondere Zinsrechnung wegen langjähriger Laufzeit) und Wahrscheinlichkeitstheorie (wegen des zufälligen Todeszeitpunktes).

## Leistungen und Prämien
Prämie ist der versicherungstechnische Ausdruck für Versicherungsbeitrag. Sei {\displaystyle i} der als fix angenommene Zinssatz, {\displaystyle v=1/(i+1)} der Abzinsungsfaktor und {\displaystyle t\in (0,\infty )} der Zeitpunkt des Todes. Wir betrachten im Folgenden jeweils die Summe der auf Vertragsbeginn abgezinsten Versicherungsleistungen und die entsprechend abgezinsten Prämienzahlungen. Zur Vereinfachung wird angenommen, dass Leistungen und Prämien am Jahresende oder am Jahresanfang gewährt bzw. gefordert werden (die sogenannte unterjährige Betrachtung ist dann lediglich eine Verfeinerung). In diesem Zusammenhang wird das Intervall {\displaystyle (k-1,k];\quad k=1,2,\cdots } als "das Jahr {\displaystyle k\ }" nach Vertragsbeginn bezeichnet.

### Versicherung auf den Todesfall
Wenn die Person im Jahr {\displaystyle k} nach Vertragsabschluss stirbt, d. h. {\displaystyle t\in (k-1,k]}, dann wird am Ende des Jahres {\displaystyle k}, d. h. nachschüssig, die Leistung {\displaystyle \delta _{k}} fällig. Die auf Vertragsbeginn abgezinste Versicherungsleistung beträgt also
{\displaystyle \Delta (t)=\sum _{k=1}^{\infty }v^{k}\delta _{k}\chi _{(k-1,k]}(t)={\begin{cases}v\delta _{1}&{\text{falls Tod im Jahr}}\ 1\\v^{2}\delta _{2}&{\text{falls Tod im Jahr}}\ 2\\\vdots \\v^{k}\delta _{k}&{\text{falls Tod im Jahr}}\ k\\\vdots \end{cases}}}.
Dabei bezeichnet {\displaystyle \chi } die Indikatorfunktion. Die Folge {\displaystyle \delta _{1},\delta _{2},\cdots \quad } heißt (nachschüssiger) Leistungsplan im Todesfall.

### Versicherung auf Erlebensfall
Falls die Person im Jahr {\displaystyle k} noch lebt, wird am Anfang des Jahres {\displaystyle k}, d. h. vorschüssig, die Leistung {\displaystyle \lambda _{k}} fällig. Die auf Vertragsbeginn abgezinste Leistung ist dann
{\displaystyle \Lambda (t)=\sum _{k=1}^{\infty }v^{k-1}\lambda _{k}\chi _{(k-1,\infty )}(t)={\begin{cases}\lambda _{1}&{\text{falls Tod im Jahr}}\ 1\\\lambda _{1}+v\lambda _{2}&{\text{falls Tod im Jahr}}\ 2\\\vdots \\\sum _{k=1}^{m}v^{k-1}\lambda _{k}&{\text{falls Tod im Jahr}}\ m\\\vdots \end{cases}}}.
Die Folge {\displaystyle \lambda _{1},\lambda _{2},\cdots \quad } heißt (vorschüssiger) Leistungsplan im Erlebensfall.

### Gemischte Versicherung
Wir betrachten beispielsweise eine {\displaystyle m}-jährige Todesfallversicherung kombiniert mit einer um {\displaystyle m} Jahre aufgeschobenen Erlebensfallversicherung. Die abgezinste Leistung ist dann
{\displaystyle \Delta (t)+\Lambda (t)=\sum _{k=1}^{m}v^{k}\delta _{k}\chi _{(k-1,k]}(t)+\sum _{k=m}^{\infty }v^{k-1}\lambda _{k}\chi _{(k-1,\infty )}(t)}.

### Prämien
Am Anfang des Jahres {\displaystyle k}, also vorschüssig, wird die Prämie {\displaystyle \pi _{k}} fällig, wenn die Person im Jahr {\displaystyle k} noch lebt. Abgezinst auf Vertragsbeginn lautet die Gesamtprämienzahlung
{\displaystyle \Pi (t)=\sum _{k=1}^{\infty }v^{k-1}\pi _{k}\chi _{(k-1,\infty )}(t)}.
Die Folge {\displaystyle \pi _{1},\pi _{2},\cdots \quad } heißt (vorschüssiger) Prämienplan.

## Äquivalenzprinzip
Vom Versicherungsnehmer wird als gerecht empfunden, wenn die zu erwartenden Prämienzahlungen mit den zu erwartenden Leistungen übereinstimmen. Diese Übereinstimmung wird Äquivalenzprinzip genannt. Die Größen {\displaystyle \Delta (t),\ \Lambda (t),\ \Pi (t)} hängen vom Todeszeitpunkt {\displaystyle t} ab. Da dieser Zeitpunkt zufällig ist, kommt nun die Wahrscheinlichkeitstheorie ins Spiel. Es bezeichne {\displaystyle x} das Alter der Person zu Vertragsbeginn und {\displaystyle T_{x}} die zufällige Restlebensdauer dieses {\displaystyle x}-Jährigen. Das Äquivalenzprinzip fordert
{\displaystyle \operatorname {E} \Delta (T_{x})+\operatorname {E} \Lambda (T_{x})=\operatorname {E} \Pi (T_{x})}.
Dabei bezeichnet {\displaystyle \operatorname {E} } den Erwartungswertoperator. Aus der in der Wahrscheinlichkeitstheorie bekannten Tatsache, dass für eine Zufallsgröße {\displaystyle X} stets {\displaystyle \operatorname {E} \chi _{A}(X)=P(X\in A)} gilt, lassen sich die obigen Erwartungswerte leicht berechnen:
{\displaystyle \operatorname {E} \Delta (T_{x})=\sum _{k=1}^{\infty }v^{k}\delta _{k}P(k-1<T_{x}\leq k);\quad \operatorname {E} \Lambda (T_{x})=\sum _{k=1}^{\infty }v^{k-1}\lambda _{k}P(k-1<T_{x});\quad \operatorname {E} \Pi (T_{x})=\sum _{k=1}^{\infty }v^{k-1}\pi _{k}P(k-1<T_{x})}.
Die Wahrscheinlichkeiten in diesen Formeln müssen geschätzt werden. Dies geschieht in der Regel mit Hilfe von Sterbetafeln.

## Prämienkalkulation
Für gewünschte Leistungen des Versicherungsvertrages kann man mit dem Äquivalenzprinzip den dazu nötigen Prämienplan berechnen. Diese Prämien heißen Nettoprämien. Für Versicherungsnehmer und Versicherungsunternehmen ist es jedoch nicht ausreichend, in der Prämienkalkulation nur die Erwartungswerte von Prämien und Leistungen zu berücksichtigen. Langfristige Sicherheit gibt es nur, wenn man auch die Volatilität dieser Größen (z. B. deren Varianz ) durch einen Sicherheitszuschlag beachtet. Nettoprämie plus Sicherheitszuschlag ergibt die sogenannte Risikoprämie. Die Prämie, die der Versicherungsnehmer schließlich bezahlen muss, die sogenannte Bruttoprämie, ist noch höher, weil zur Risikoprämie z. B. noch Betriebskosten und der einkalkulierte Unternehmensgewinn dazukommen.